# Al-Ettifaq Football Club
Maillots
Actualités
Dernière mise à jour : 28 février 2025.
L'Al-Ettifaq Football Club (en arabe : نادي الاتفاق لكرة القدم), plus couramment abrégé en Ettifaq, est un club saoudien de football fondé en 1944 et basé dans la ville de Dammam.

## Palmarès
| Compétitions nationales | Compétitions internationales | |
| --- | --- | --- |
| \| - Championnat d'Arabie saoudite (2) : - Champion : 1982-83 et 1986-87. - Vice-champion : 1987-88 et 1991-92. - Coupe d'Arabie saoudite (1) - Vainqueur : 1964-65. - Finaliste : 1962-63, 2000-01, 2007-08 et 2011-12. - Coupe du Roi des champions d'Arabie saoudite (2) : - Vainqueur : 1967-68 et 1984-85. - Finaliste : 1964-65, 1965-66, 1982-83, 1987-88. \| \| - Coupe de la Fédération d'Arabie saoudite (3) : - Vainqueur : 1990-91, 2002-03 et 2003-04. - Finaliste : 2004-05. - Championnat d'Arabie saoudite D2 (2) : - Champion : 1976-77 et 2015-16. \| | - Ligue des champions arabes (2) : - Vainqueur : 1984 et 1988. - Coupe du Golfe des clubs champions (3) : - Vainqueur : 1983, 1988 et 2006-07. - Finaliste : 2007. | |
| - Championnat d'Arabie saoudite (2) : - Champion : 1982-83 et 1986-87. - Vice-champion : 1987-88 et 1991-92. - Coupe d'Arabie saoudite (1) - Vainqueur : 1964-65. - Finaliste : 1962-63, 2000-01, 2007-08 et 2011-12. - Coupe du Roi des champions d'Arabie saoudite (2) : - Vainqueur : 1967-68 et 1984-85. - Finaliste : 1964-65, 1965-66, 1982-83, 1987-88. | | - Coupe de la Fédération d'Arabie saoudite (3) : - Vainqueur : 1990-91, 2002-03 et 2003-04. - Finaliste : 2004-05. - Championnat d'Arabie saoudite D2 (2) : - Champion : 1976-77 et 2015-16. |

## Personnalités du club

### Entraîneurs
- Khalil Al-Zayani
- Procópio Cardoso
- Jan Versleijen
- Toni
- Ioan Andone
- Marin Ion
- Alain Geiger
- Maciej Skorża
- Theo Bücker
- Juan Carlos Garrido